# Opel 1,2 Liter

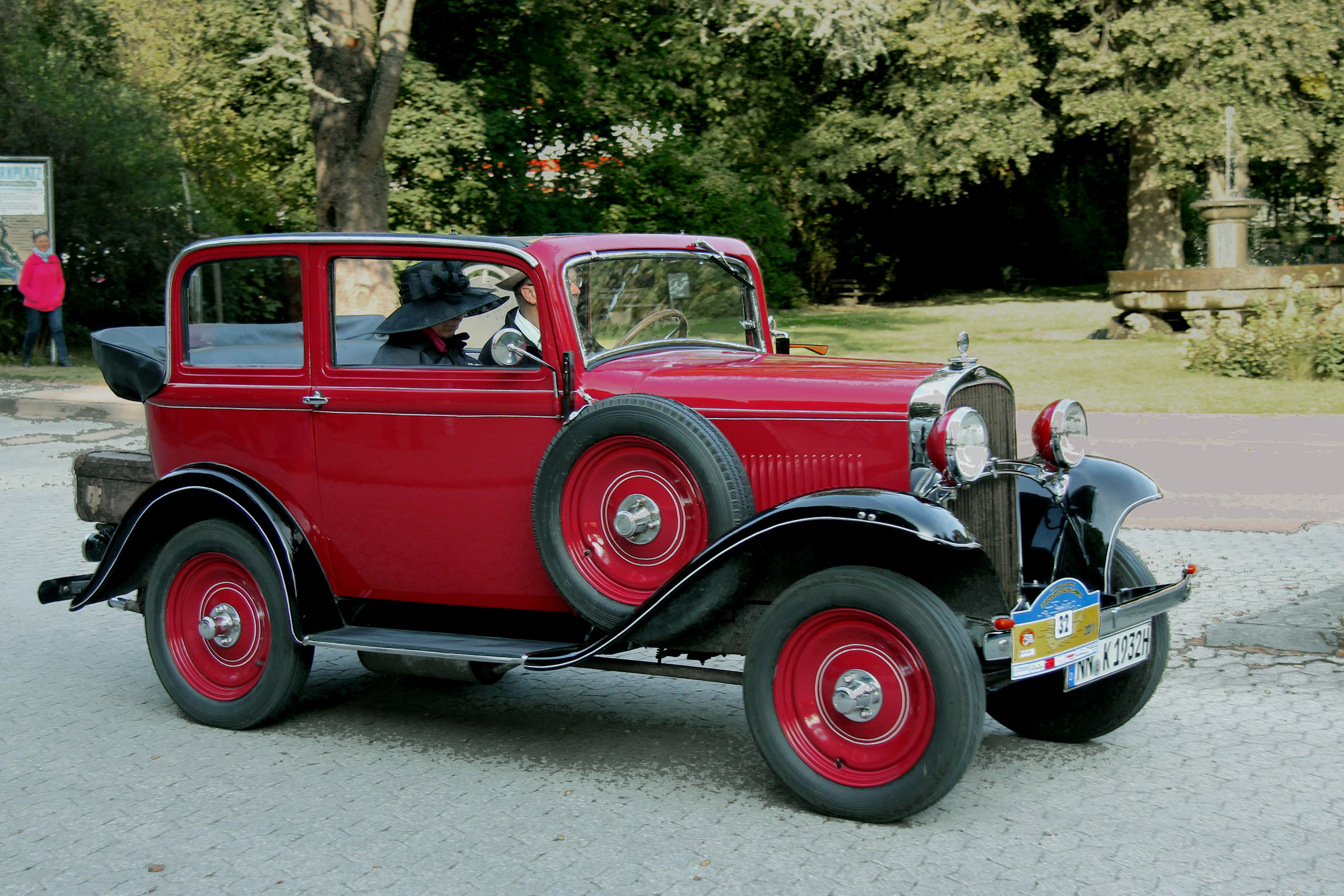
Opel 1,2 Liter Cabriolimousine von 1932

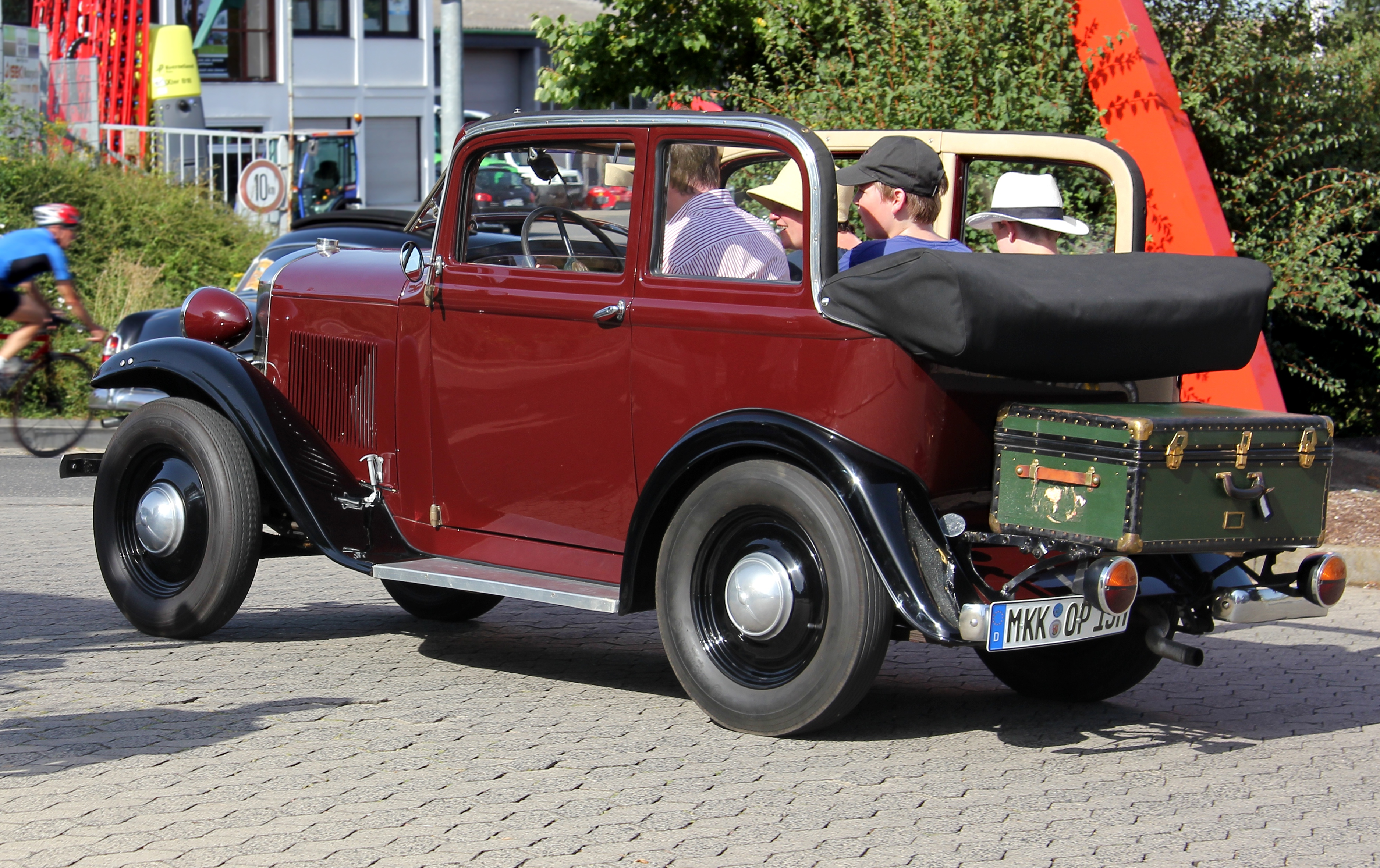
Heck mit Koffer

Der Opel 1,2 Liter war ein PKW-Modell der Adam Opel AG, das als Nachfolger des Opel 4/12 PS („Laubfrosch“) von Juli 1931 bis September 1935 produziert wurde. Nachdem frühere Opel-Pkw noch die Angabe der Steuer-PS in der Modellbezeichnung führten, wurde nach der Übernahme von Opel durch General Motors das in den USA gemeinsam mit GM neu entwickelte Fahrzeug nur noch nach dem Hubraum benannt.
In Rüsselsheim wurden 101.563 Fahrzeuge vom Typ Opel 1,2 Liter bis zum Erscheinen des Nachfolgers Opel P4 im September 1935 gebaut. Unter dem Eindruck der Weltwirtschaftskrise kam im November 1932 mit gleicher Karosserie und kleinerem Motor der Opel 1 Liter auf den Markt, der jedoch nach knapp einem Jahr wieder aus dem Opel-Angebot verschwand.

## Geschichte und Technik
Sechs Monate nach der Präsentation des größeren Sechszylinder-Modells Opel 1,8 Liter wurde Mitte 1931 der 1,2-Liter-Vierzylinder als zweites neues Opel-Modell unter der Regie von General Motors vorgestellt. Die Technik beider Fahrzeuge war konventionell: Hinterradantrieb, seitengesteuerter Reihenmotor, Leiterrahmen aus gepressten U-Profilen, Starrachsen vorn und hinten sowie seilzugbetätigte Trommelbremsen. Beide Starrachsen hingen an halbelliptischen Blattfedern und hatten hydraulische Stoßdämpfer. Letzteres war bei Opel in dieser Klasse neu.
1932 schlossen die Steyr-Werke mit Opel eine Lizenzverbarung zum Bau des Steyr-Opel 4,5/22 PS in Steyr; aber nur 496 Fahrzeuge wurden hergestellt. Wegen des schleppenden Absatzes wurde die Lizenz nach einem halben Jahr aufgekündigt.

### Fahrgestell und Karosserie
Der Opel 1,2 Liter war mit drei verschiedenen Karosserieaufbauten erhältlich, als zweitürige Limousine, Cabriolet und Cabriolimousine, wobei als Fahrgestell zwei Ausführungen mit 2286 mm (90 Zoll, da US-Entwicklung) bzw. 2337 mm (92 Zoll) Radstand zur Verfügung standen. Die Opel-internen Typnummern waren entsprechend: 1290 und 1292, d. h. 1,2-Liter-Motor und 90 bzw. 92 Zoll Radstand. Außerdem gab es noch das LL-Fahrgestell (Langchassis-Lieferwagen) mit 2445 mm Radstand.

### Motor und Getriebe
Der Vierzylindermotor war eine Weiterentwicklung des 1,1-Liter-Motors im Vorgängermodell „Laubfrosch“ (Opel 4/12 PS) und hatte anstatt 1018 cm³ einen  Hubraum von 1186 cm³ (Bohrung × Hub: 65 mm × 90 mm). Wie bisher war er „seitengesteuert“ (stehende Ventile) und wurde von einem einzelnen Vergaser gespeist. Mit einer Leistung von 22 PS (16,2 kW) bei 3200/min konnte er den Wagen bis auf 80 km/h beschleunigen, wobei pro 100 km nur 9,0 Liter Kraftstoff verbraucht wurden – für die damalige Zeit ein niedriger Wert.
1933 erhielt das Modell einige Detailverbesserungen. Die Motorleistung war mit 23 PS (16,9 kW) geringfügig höher. Das Dreiganggetriebe wurde durch eines mit vier Gängen ersetzt. Die Höchstgeschwindigkeit stieg auf 85 km/h. Ende 1932 wurde dem 1,2 Liter das kleinere Modell 1 Liter mit 18-PS-Motor zur Seite gestellt, das jedoch bereits Ende 1933 wieder eingestellt wurde.
Die Kraft wurde über eine Einscheibentrockenkupplung, ein unsynchronisiertes Dreigang-Schaltgetriebe, eine Kardanwelle und ein Differentialgetriebe auf die Hinterräder übertragen.

### Opel 1,3 Liter
Im Januar 1934 erschien zusätzlich der Opel 1,3 Liter mit neuem, verwindungssteiferem und -festeren Rahmen aus geschlossenen Kastenprofilen mit Kreuztraverse, einer strömungsgünstigeren Karosserie mit von außen zugänglichem Kofferraum und hydraulisch betätigten Bremsen. Die bis dahin verwendete starre Vorderachse wich einer Einzelradaufhängung mit „Dubonnet-Federung“: Bei dieser Konstruktion war ein Gehäuse mit Schraubenfeder und Stoßdämpfer um einen fahrgestellfesten „Achsschenkelbolzen“ drehbar gelagert. Das Gehäuse wurde beim Lenken geschwenkt und trug eine geschobene Schwinge (ähnlich wie bei Motorrädern), die beim Einfedern auf die Feder wirkte.
Laut Opel waren die Eigenfrequenzen dieser vorderen Einzelradaufhängung und der an Blattfedern geführten Hinterachse gleich, weshalb die Werbung von „Synchronfederung“ sprach.
Der 1,2 Liter blieb noch bis Herbst 1935 in Produktion und wurde vom Opel P4 abgelöst.